# Liste der Naturdenkmale in Sauldorf
| Naturdenkmale | Anzahl |
| ------------- | ------ |
| FND           | 1      |
| END           | 7      |
| Gesamt        | 8      |

Die Liste der Naturdenkmale in Sauldorf nennt die verordneten Naturdenkmale (ND) der im baden-württembergischen Landkreis Sigmaringen liegenden Gemeinde Sauldorf. In Sauldorf gibt es insgesamt acht als Naturdenkmal geschützte Objekte, davon ein flächenhaftes Naturdenkmal (FND) und sieben Einzelgebilde-Naturdenkmale (END).
Stand: 1. November 2016.

## Flächenhafte Naturdenkmale (FND)
| Name                        | Bild | Kennung     | Einzelheiten | Position | Fläche Hektar | Datum         |
| --------------------------- | ---- | ----------- | ------------ | -------- | ------------- | ------------- |
| Umgebung der Ruine Krumbach | BW   | 84371230007 | Sauldorf     | ⊙        | 0,3           | 17. Okt. 1996 |
| Legende für Naturdenkmal    |      |             |              |          |               |               |

## Einzelgebilde (END)
| Name                               | Bild | Kennung     | Einzelheiten | Position | Fläche Hektar | Datum         |
| ---------------------------------- | ---- | ----------- | ------------ | -------- | ------------- | ------------- |
| Bergahorn in Boll                  | BW   | 84371230002 | Sauldorf     | ⊙        | 0,0           | 16. Feb. 1943 |
| Friedenslinde in Sauldorf          |      | 84371230003 | Sauldorf     | ⊙        | 0,0           | 25. Apr. 1941 |
| Hensler-Kastanie                   | BW   | 84371230004 | Sauldorf     | ⊙        | 0,0           | 16. Feb. 1948 |
| Manok-Esche                        | BW   | 84371230006 | Sauldorf     | ⊙        | 0,0           | 16. Feb. 1943 |
| Zwei Kastanien am „Gasthaus Löwen“ | BW   | 84371230000 | Sauldorf     | ⊙        | 0,0           | 16. Feb. 1943 |
| Zwei Kastanien beim Feldkreuz      | BW   | 84371230005 | Sauldorf     | ⊙        | 0,0           | 13. Feb. 1948 |
| Zwei Kastanien in Rast             | BW   | 84371230001 | Sauldorf     | ⊙        | 0,0           | 13. Feb. 1948 |
| Legende für Naturdenkmal           |      |             |              |          |               |               |